# Islas del Suroeste (Palaos)
Las Islas del Suroeste (en inglés: Southwest Islands) de Palaos son varias pequeñas islas distribuidas en el Océano Pacífico, a unos 600 km de la cadena de islas principales de la República de Palaos. Las islas cercanas a la costa al suroeste de la isla de Palaos (Babelthuap), que pertenecen a los estados de Koror, Peleliu y Angaur y las no incorporadas como las Islas Roca, no se consideran parte de las Islas del Suroeste.
Las islas del suroeste, agrupadas por estados, de norte a sur son las siguientes:
- En el estado de Sonsorol
  - Fanna (Fana)
  - Sonsorol (Dongosaro)
  - Pulo Anna (Puro)
  - Merir (Melieli)

- En el estado de Hatohobei
  - Isla Tobi (Hatohobei)
  - Arrecife Helen (Hotsarihie)
  - Arrecife Transit (Pieraurou)